# Filip Višnjić
Filip Višnjić (în sârbă Филип Вишњић; n. 1767, Gornja Trnova⁠(d), Eyaletul Bosnia, Imperiul Otoman – d. 1834, Višnjićevo⁠(d), comitatul Srijem, Imperiul Austriac) a fost un poet epic și guzlar sârb, născut în nordul Bosniei. Martor al celor mai importante evenimente din istoria Serbiei, a compus poeme despre evenimentele care s-au petrecut, care constituie astăzi o parte semnificativă a epopeii tradiționale sârbești. Vuk Karadžić îl consideră cel mai bun autor de balade și cântăreț al timpului său. Višnić este adesea numit „Homerul sârb”, pentru orbirea sa și talentul poetic remarcabil.

## Biografie
S-a născut în anul 1767 în satul Trnova, lângă orașul Ugljevik, în eyaletul Bosniei din Imperiul Otoman (în prezent Bosnia și Herțegovina). Este cunoscut faptul că numele său de familie real era Vilić. Potrivit unor cercetători, a primit porecla Višnić fie după numele mamei sale, Višnja, fie după cartierul Višnica din satul Međaši, unde a locuit până la mutarea sa în Serbia.
În satul natal a locuit doar trei ani, după care întreaga sa familie a fost exterminată de turcii invadatori. Mama sa a supraviețuit, s-a recăsătorit și s-a alăturat familiei Mirkanović, mutându-se în Međaši, în câmpiile Semberiei, luându-l pe Filip cu ea. Aici a învățat să cânte la gusle, principalul instrument al poeților epici sârbi, și a compus primele sale poezii. Cel mai probabil, primele sale spectacole ar fi putut avea loc în biserica Sfinții Petru și Pavel din Brodač Donji. Din cauza variolei, care l-a orbit din copilărie, compoziția și interpretarea cântecelor populare au rămas singura sa modalitate de a câștiga existența
În timpul Primului Război de Independență al Serbiei împotriva tiraniei otomane, neputând participa la lupte, Višnjić a încercat să ridice moralul compatrioților săi compunând numeroase cântece patriotice, imortalizând bătăliile sub formă de cronici epice. Când în 1813 turcii au înăbușit răscoala, s-a mutat în satul Grk din Srem, unde l-a cunoscut pe Vuk Karadžić, care l-a dus la mănăstirea Šišatovac și a transcris acolo câteva cântece. Ulterior, Karadžić a publicat treisprezece dintre cântecele lui Višnjić, printre care „Începutul revoltei împotriva dahiei”, „Bătălia de la Čokešina”, „Bătălia de la Mišar”, „Knez Ivo Knežević” și altele. Poezia lui Višnjić deseori depășește limitele creației populare tradiționale: el descrie cu precizie luptele și evenimentele, acordând, de asemenea, o mare atenție realizării portretelor psihologice ale participanților la aceste evenimente, cum ar fi liderul mișcării de eliberare Karađorđe sau prințul Ivan Knežević, care și-au sacrificat totul pentru a-și elibera poporul de sub dictatura turcească.
Filip Višnjić a murit în 1834 în același sat Grk, care ulterior a fost redenumit în onoarea sa Višnjićevo, lângă orașul Šid, care pe atunci făcea parte din Imperiul Austriac.

## Moștenire

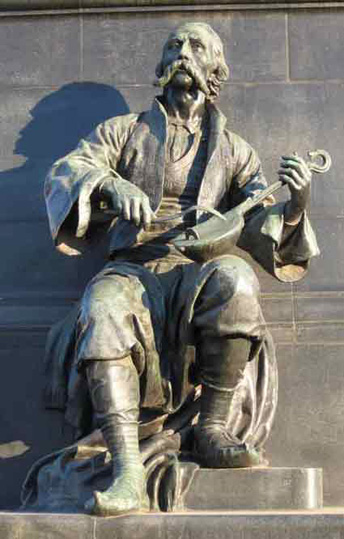
Statuia de pe monumentul Bătăliei de la Kosovo Polje din Kruševac

În fiecare an, în luna noiembrie, în satul natal al lui Višnjić, Trnova, se desfășoară festivalul cultural „Zilele Višnjić”, pe locul unde se afla odinioară casa poetului. Renumiti cercetători, scriitori și poeți se adună aici pentru a aduce un omagiu memoriei lui Filip Višnjić și pentru a-și exprima recunoștința pentru opera sa. În unele orașe au fost amplasate plăci comemorative și inscripții care atestă prezența poetului în acele locuri. De exemplu, există o mențiune despre el pe clădirea bibliotecii din Bijelina, pe stemele orașelor Bijelina și Ugljevik.
Pe lângă faptul că satul Grk a fost redenumit Višnjićevo, mai multe străzi și școli din Serbia poartă numele lui Višnjić. Poetul este prezent pe moneda națională a Bosniei și Herțegovinei, fiind înfățișat pe bancnota de 20 mărci convertibile. În timpul celui de-Al Doilea Război Mondial, imaginea sa a fost, de asemenea, imprimată pe o bancnotă de 50 de dinari sârbești.
Este inclus în cartea „100 cei mai faimoși sârbi”.